# Клод Жилло
Клод Жилло (фр. Claude Gillot; 16 квітня 1673, Лангр — 4 травня 1722, Париж) — французький художник і гравер, представник французького предрококо і рококо.

## Життєпис
Народився у місті Лангр. Батько майбутнього митця був художником-декоратором.
Художню освіту отримав у Парижі, його вчитель — Жан-Батіст Корнель (Jean-Baptiste Corneille 1646—1695). Сам починав як художник—декоратор, що брався декорувати екрани для камінів, кришки клавесинів, створював ескізи для гобеленів. Клод Жилло створив декілька картин релігійного («Христос на хресті») та міфологічного жанрів («Свято Вакха», «Свято бога природи Пана»). За картину з релігійним сюжетом («Христос на хресті») був зарахований 1715 року до Королівської академії. Вважався майстром міфологічних сцен та побутових картин, до котрих мав хист, малював картини на продаж і займався театрально-декораційним мистецтвом. Так, театр (тільки з глядацької зали) представлений на більшості картин і малюнків митця.
Більш відомий як театральний декоратор та дизайнер театральних костюмів для оперного театру та театру дель арте.
Працював гравером та ілюстратором тогочасних видань. Серед його творів — ілюстрації до книги «Байки» Удара де ла Мота, 1719 р.
Помер у Парижі.
Його учнями були славнозвісний Антуан Ватто у період 1703—1708 років та менш обдарований Ніколя Ланкре (1690—1743).

## Вибрані твори
- «Христос на хресті», картина
- «Свято Вакха», картина
- «Свято бога природи Пана», картина
- «Сцена з комедії дель арте», картина
- «Два селянина верхи на одному віслюку», малюнок
- «Італійські комедіанти», малюнок, Лувр, Париж
- «Чотири персонажі комедії дель арте», малюнок
- «Сцена з маскарадом», малюнок
- «Скандал двох візничих», картина
- Сценічний костюм для бога часу Хроноса

## Галерея вибраних творів

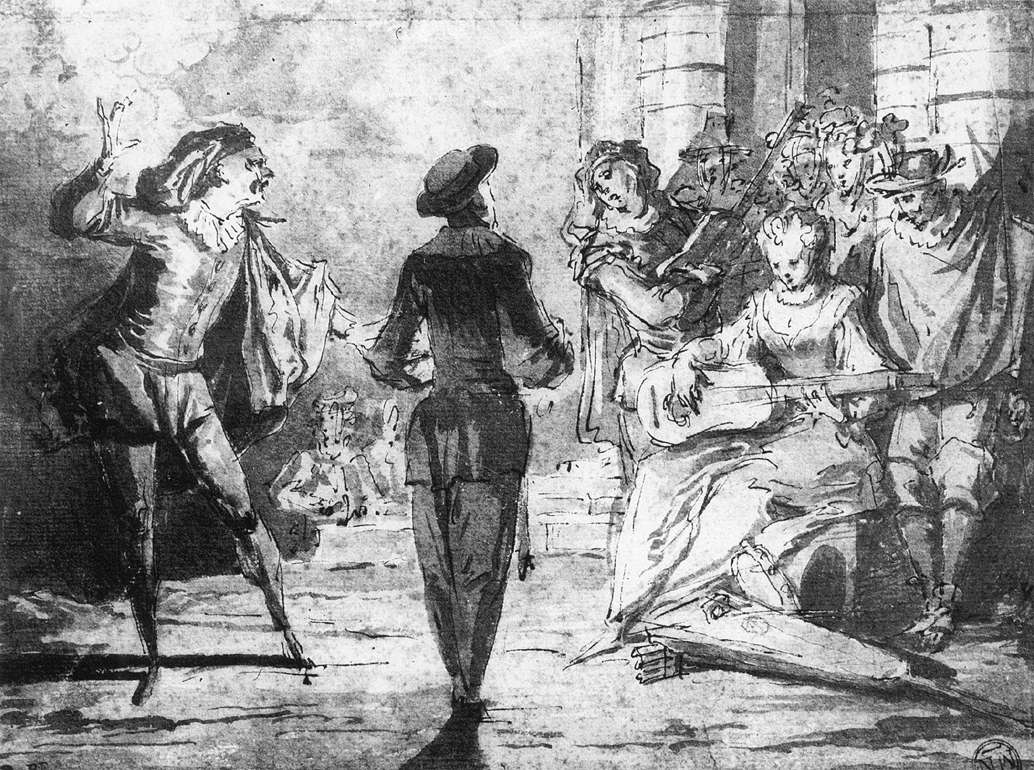
«Італійські комедіанти», малюнок, Лувр, Париж
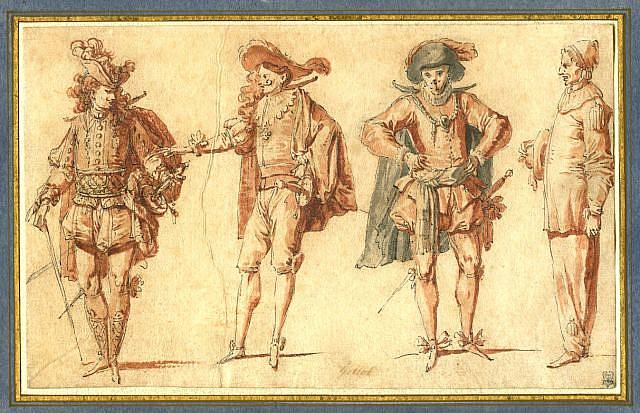
«Чотири персонажі комедії дель арте»
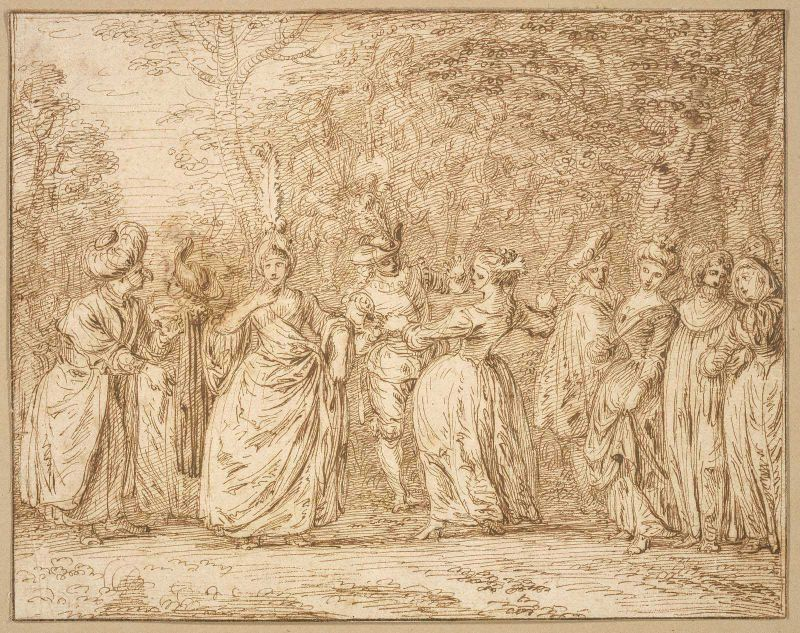
«Сцена з маскарадом»
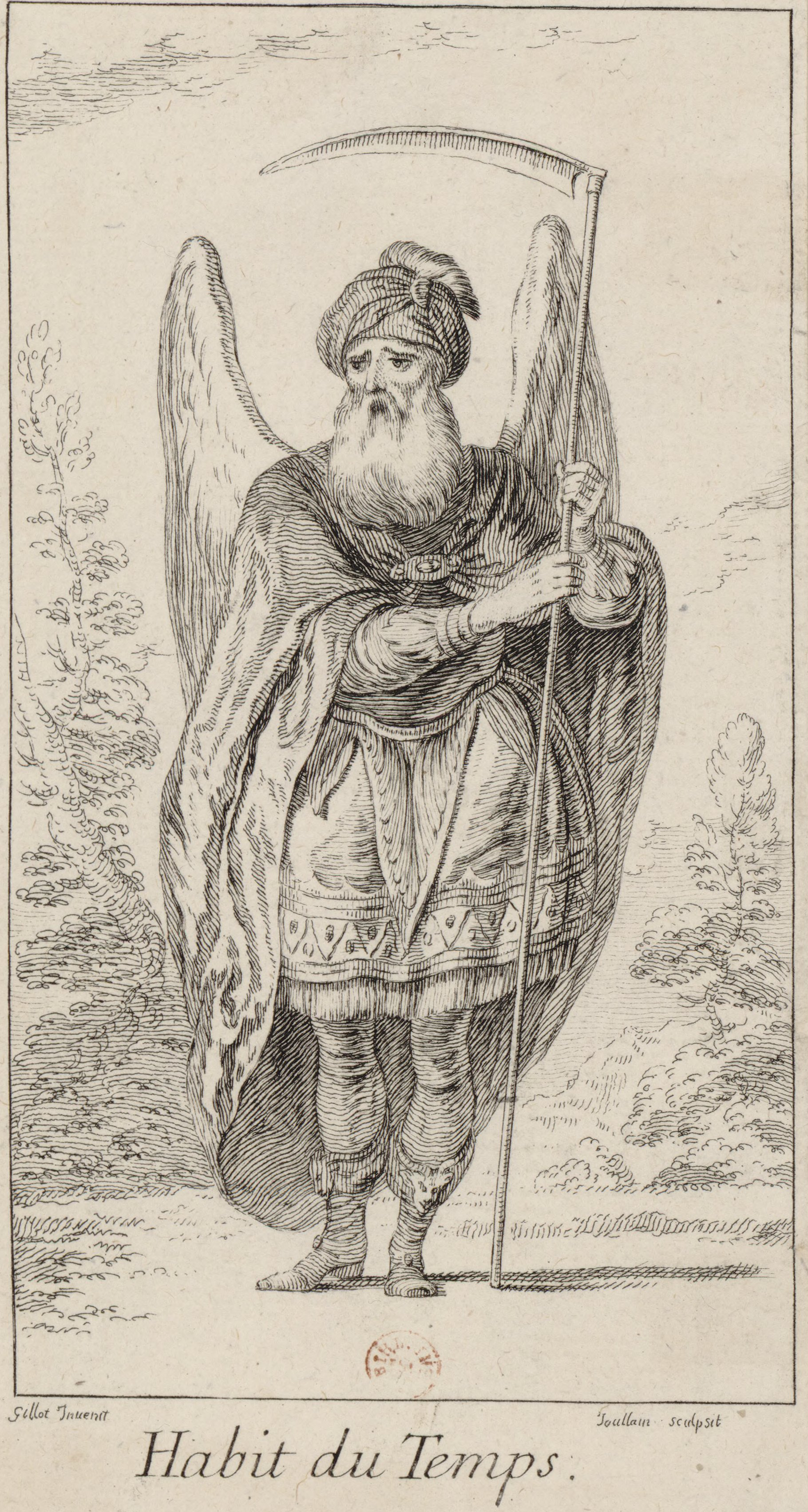
Сценічний костюм для бога часу Хроноса